# Albettone
Albettone és un municipi italià de 2.124 habitants de la província de Vicenza (regió del Vèneto).